# Río Yayabo
El río Yayabo es un curso de agua de la isla de Cuba. Se encuentra en la provincia de Sancti Spíritus, en la parte central del país, a 300 km al este de la capital, La Habana. El río está ubicado en el lago Presa Zaza.
El clima de sabana prevalece en el área. La temperatura media anual es de 23 °C. El mes más cálido es abril, cuando la temperatura promedio es de 25 °C, y el más frío es enero, a 21 °C. El promedio anual de lluvias es de 1729 mm. El mes más lluvioso es junio, con un promedio de 294 mm de precipitación, y el más seco es diciembre, con 11 mm de lluvia.
| Parámetros climáticos promedio de Río Yayabo, Cuba | Parámetros climáticos promedio de Río Yayabo, Cuba | Parámetros climáticos promedio de Río Yayabo, Cuba | Parámetros climáticos promedio de Río Yayabo, Cuba | Parámetros climáticos promedio de Río Yayabo, Cuba | Parámetros climáticos promedio de Río Yayabo, Cuba | Parámetros climáticos promedio de Río Yayabo, Cuba | Parámetros climáticos promedio de Río Yayabo, Cuba | Parámetros climáticos promedio de Río Yayabo, Cuba | Parámetros climáticos promedio de Río Yayabo, Cuba | Parámetros climáticos promedio de Río Yayabo, Cuba | Parámetros climáticos promedio de Río Yayabo, Cuba | Parámetros climáticos promedio de Río Yayabo, Cuba | Parámetros climáticos promedio de Río Yayabo, Cuba |
| Mes                                                | Ene.                                               | Feb.                                               | Mar.                                               | Abr.                                               | May.                                               | Jun.                                               | Jul.                                               | Ago.                                               | Sep.                                               | Oct.                                               | Nov.                                               | Dic.                                               | Anual                                              |
| -------------------------------------------------- | -------------------------------------------------- | -------------------------------------------------- | -------------------------------------------------- | -------------------------------------------------- | -------------------------------------------------- | -------------------------------------------------- | -------------------------------------------------- | -------------------------------------------------- | -------------------------------------------------- | -------------------------------------------------- | -------------------------------------------------- | -------------------------------------------------- | -------------------------------------------------- |
| Temp. máx. media (°C)                              | 24                                                 | 26                                                 | 26                                                 | 30                                                 | 28                                                 | 26                                                 | 26                                                 | 26                                                 | 25                                                 | 24                                                 | 24                                                 | 24                                                 | 25.8                                               |
| Temp. mín. media (°C)                              | 18                                                 | 19                                                 | 19                                                 | 20                                                 | 21                                                 | 21                                                 | 21                                                 | 23                                                 | 21                                                 | 21                                                 | 19                                                 | 18                                                 | 20.1                                               |
| Precipitación total (mm)                           | 23                                                 | 44                                                 | 32                                                 | 112                                                | 280                                                | 294                                                | 216                                                | 234                                                | 218                                                | 206                                                | 61                                                 | 11                                                 | 1731                                               |
| Fuente: Tiempo                                     |                                                    |                                                    |                                                    |                                                    |                                                    |                                                    |                                                    |                                                    |                                                    |                                                    |                                                    |                                                    |                                                    |